# Love You till Tuesday (film)
Love You till Tuesday is een promotionele film die werd gemaakt om het talent van de Britse muzikant David Bowie tentoon te stellen, gemaakt in 1969. De film was een poging van Bowie's manager Kenneth Pitt om Bowie naar een groter publiek te trekken. Pitt maakte de film na een suggestie van Günther Schneider, producer van het Duitse ZDF-programma 4-3-2-1 Musik Für Junge Leute. De film werd oorspronkelijk niet uitgebracht, maar in 1984 verscheen het voor het eerst op VHS. In 2005 werd de film opnieuw uitgebracht op Dvd.

## Productie
Pitt vroeg zijn vriend Malcolm J. Thomson om de film te regisseren, die oorspronkelijk bedoeld was om zeven nummers van Bowie te laten horen - vier van zijn debuutalbum (waarvan er drie opnieuw werden opgenomen voor de film), de nieuwe single "Let Me Sleep Beside You" en nieuwe composities "When I'm Five" en "Ching-a-Ling". Ook was er een mime-optreden van Bowie te zien, waarbij hij een stuk met de naam "The Mask" opvoerde. Voordat de opnames startten op 26 januari 1969, voegde Bowie een nieuw nummer toe aan de film, een vroege versie van "Space Oddity", wat later zijn eerste hit zou worden. Zijn toenmalige vriendin Hermoine Farthingale en zijn vriend John Hutchinson kwamen ook in de film voor (waarbij zij werden genoteerd als Hermoine en Hutch) en zongen leadvocalen op "Ching-a-Ling" met Bowie op achtergrondzang. Bowie droeg zelf een pruik tijdens de opnamen, aangezien hij zijn haar had geknipt tot de lengte van een soldaat omdat hij later auditie zou doen voor de film The Virgin Soldiers, gebaseerd op het boek met dezelfde naam van Leslie Thomas. Van drie nummers werd ook een Duitse versie opgenomen ("Love You till Tuesday" werd "Lieb' Dich bis Dienstag" en "Did You Ever Have a Dream" werd "Mit Mir in Deinem Traum", terwijl het derde nummer onbekend is). Ook de stem voor het mime-optreden werd vooraf opgenomen. Op 7 februari 1969 waren de opnamen voor de film compleet.
De film was duurder dan Pitt oorspronkelijk had geanticipeerd, en hij had ruzie met Thomson, die het "Space Oddity"-deel (waarin Bowie zowel 'Ground Control' als 'Major Tom' speelde) riskant vond. De film trok geen kopers aan en Schneider had inmiddels ZDF verlaten. Pitt schoof de film op de planken en bleef Bowie's manager tot 1971.
In 1984, toen Bowie op het hoogtepunt van zijn roem was, nam Pitt contact op met PolyGram, die de film in mei van dat jaar op VHS uitbracht. Bowie's eerste platenlabel Deram bracht in dezelfde maand een soundtrackalbum uit voor de film. In 1990 werd de film uitgebracht op laserdisc in de Verenigde Staten en in 2005 op Dvd in het Verenigd Koninkrijk.

## Tracklist
- Alle nummers geschreven door Bowie.

1. "Love You till Tuesday"
2. "Sell Me a Coat"
3. "When I'm Five"
4. "Rubber Band"
5. "The Mask (A Mime)"
6. "Let Me Sleep Beside You"
7. "Ching-a-Ling"
8. "Space Oddity"
9. "When I Live My Dream"